# Municipio de Marion (condado de Ouachita)
El municipio de Marion (en inglés: Marion Township) es un municipio ubicado en el condado de Ouachita en el estado estadounidense de Arkansas. En el año 2010 tenía una población de 764 habitantes y una densidad poblacional de 5,51 personas por km².

## Geografía
El municipio de Marion se encuentra ubicado en las coordenadas 33°29′00″N 92°57′11″O / 33.48333, -92.95306. Según la Oficina del Censo de los Estados Unidos, el municipio tiene una superficie total de 138.69 km², de la cual 138,62 km² corresponden a tierra firme y (0,05 %) 0,07 km² es agua.

## Demografía
Según el censo de 2010, había 764 personas residiendo en el municipio de Marion. La densidad de población era de 5,51 hab./km². De los 764 habitantes, el municipio de Marion estaba compuesto por el 67,02 % blancos, el 29,97 % eran afroamericanos, el 0,39 % eran amerindios, el 1,31 % eran asiáticos, el 0,13 % eran isleños del Pacífico, el 1,18 % eran de otras razas. Del total de la población el 1,05 % eran hispanos o latinos de cualquier raza.